# Walter Johannes Stein
Walter Johannes Stein (Bécs, 1891. február 6. – London, 1957. július 7.) az első Waldorf-iskola tanára, író, antropozófus. Személye és tudása jelentős hatást gyakorolt Adolf Hitlerre,[forrás?] kivel 1912 őszétől 1913 tavaszáig rendszeresen találkozott. Mély ellenszenvel viseltetett Ernst Pretzsche irányába, Hitler kezdeti kibontakozásában nagy szerepet játszó antikvárius, könyvesboltos kivívta ellenszenvét.[forrás?]

## Életútja
1891. február 6-án Bécsben Stein Vilmos ügyvéd és az osztrák Hermine Weiss második gyermekeként született. 1901-ben megkezdte tanulmányait a bencés „Schottengymnasium” növendékeként Bécsben. Megismerkedett osztálytársával, Eugen Koliskóval, akivel haláláig tartó barátságot kötött. 1912-ben beiratkozott a bécsi műszaki egyetemre, matematikát, fizikát és pszichológiát tanult. 1919-ben szerezte meg természettudományi diplomáját, doktori disszertációját filozófiából írta. 1913. január 20-án, Bécsben találkozott Rudolf Steinerrel, egy előadássorozata után. Még ugyanabban az évben belépett az Antropozófiai Társaságba. 1914-ben behívót kapott, frontkatonaként harcolt a Kárpátokban 1915-ig. Bátyja, Friedrich (1886–1915) a harctéren esett el. 1917 júliusában Stein kalandos körülmények között juttatta el Rudolf Steiner „Memorandumát” Bécsbe, Arthur Polzer-Hoditz, I. Károly császár kabinetfőnökének kezeihez.
Rudolf Steiner a wilsoni békejavaslatok katasztrofális következményeinek elkerülése érdekében két memorandumot szánt Közép-Európa vezető államférfiúinak, többek között I. Károly császárnak, Richard von Kühlmann német külügyminiszternek, Max von Baden későbbi birodalmi kancellárnak. A memorandumokban Steiner a világ- és az emberi fejlődés szellemtudományos megismeréséből kiindulva vázolta fel a jövőben lehetséges reformokat és a szociális élet hármas tagozódását. Közép-Európa politikusaiban azonban nem volt elég erő ahhoz, hogy ezt a kezdeményezését a formálisan a wilsoni elveken alapuló, de valójában soha sehol meg nem valósult béke-demagógiával szemben (mely lehetővé tette Németország és a Monarchia megsemmisítését) áttörésre vigyék.
Stein is intenzíven dolgozik a szociális élet hármas tagozódásának elterjedésén, többek között Ludwig Polzer-Hoditz, Otto Lerchenfeld, Karl Heyer együttműködésével.
1918. augusztus 11-én házasságot köt az apja révén szintén magyar származású Nora von Baditzcal. 1919 szeptemberében megindult stuttgarti Első Szabad Waldorf-iskola német- és történelemtanára 1932-ig. 1922. június 1–11 között Stein kezdeményezésére Bécsben kétezer küldött részvételével összeül a második nemzetközi antropozófiai világkongresszus (West-Östlich Kongress). Rudolf Steiner előadásai mellett Stein a Waldorf-iskolák szellemi életének fontosságáról beszélt. 1928-ban megjelent könyve: Weltgeschichte im Lichte des Heiligen Gral. Das neunte Jahrhundert („Világtörténelem a Szent Grál fényében. A IX. század”). 1932-ben kilépett az Antropozófiai Társaságból. 1933-ban Heinrich Himmler be akarta szervezni az SS okkult hivatalába, letartóztatási parancsot adott ki ellene, ami után végleg elhagyta Németországot. Daniel N. Dunlop meghívására Londonba utazott, ahol a World Power Conference szervezésén dolgoztak. Letelepedett Angliában, és ott élt haláláig.

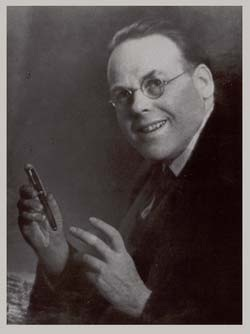
Walter Johannes Stein 1950 körül

1935-ben megalapította The Present Age címen saját folyóiratát, amelyet 1939-ig szerkesztett és írt. 1936-ban Stein kísérte a belga királyt angliai útján, és ő fogalmazta beszédét, mely bizonyos mértékben előképe volt az egyesült Európa filozófiájának.
1939-ben elvált feleségétől, felvette az angol állampolgárságot. Winston Churchill személyes tanácsadója lett, titkosszolgálati megbízásból felderítette a „Tengeri Oroszlán” fedőnevű náci invázió tervét. 1945 után főleg homeopatikus gyógyítóként tevékenykedett. 1957. július 7-én Londonban hunyt el.

## Magyarul megjelent művei
- A nevelés feladata és az emberiség története; ford. Gángóné Szabó Klára; Ita Wegman Alapítvány, Bp., 1997 (Szociálhigiéniai sorozat)
- A világtörténelem a Szent Grál fényében  kilencedik század; ford. Wirth-Veres Gábor; Ita Wegman Alapítvány–Natura-Budapest Kft., Bp., 2009
- "Hídépítők legyenek az emberek". Rudolf Steiner és Helmuth von Moltke az új Európáért. Astrid von Bethusy-Huc, Jürgen von Grone, Thomas Meyer és W. J. Stein írásai, valamint Rudolf Steiner első alkalommal megjelent szövege; szerk. Thomas Meyer, ford. Wirth-Veres Gábor; ABG Könyvek–ABG Rent Kft., Bp., 2017

## Ajánlott irodalom
- W. J. Stein: A nevelés feladata és az emberiség története (Bp., Ita Wegman Alapítvány, 1997)
- W. J. Stein: Arisztotelész a modern világról Archiválva 2007. szeptember 28-i dátummal a Wayback Machine-ben
- W. J. Stein: „Emberek akarunk maradni…” Archiválva 2007. szeptember 28-i dátummal a Wayback Machine-ben
- W. J. Stein: Das achte ökumenische Konzil

## Külső hivatkozás
- Életrajz fényképekkel Archiválva 2008. május 31-i dátummal a Wayback Machine-ben (német nyelvű)
- Baditz Nóra életrajza fényképekkel Archiválva 2007. szeptember 28-i dátummal a Wayback Machine-ben (német nyelvű)